# 青春 (JUN SKY WALKER(S)の曲)
「青春」（せいしゅん）は、JUN SKY WALKER(S)楽曲で、12枚目のシングル。同バンドの、再結成第1弾シングル。

## 収録曲
1. 青春
作詞・作曲:寺岡呼人
  - 寺岡はこの曲に関して、「敢えて“青春”という言葉を使ったのは、青春を懐古するのではなく、今の自分たちこそ“青春”と言い切ることが、過去のどんな想い出も飲み込むと思ったし、ファンのみんなにとっても“青春”＝“ジュンスカ”を重ね併せてくれると思った。綺麗な同窓会ソングにしたくなかったし、あの「無様に散っていった日々」があるから、ここにいる！と熱くなることが僕らの世代に今必要だと思った。」と述べている[1]。
2. アリガトウ 〜one's youth〜
作詞:宮田和弥・作曲:森純太